# Brachydelphis
Brachydelphis  — вимерлий рід дельфіновидих відомий з формації Піско пізнього міоцену в Перу та формації Баія-Інглеса в Чилі.

## Таксономія
Відомі два види: B. jahuayensis і B. mazeasi. B. mazeasi має вкорочений рострум, що дає назву Brachydelphis. B. jahuayensis відрізняється від типового виду тим, що має довшу морду та більшу кількість зубів.